# Ultraleichtfluggelände Bell-Hundheim

i7
i11
i13
Das Ultraleichtfluggelände Bell-Hundheim liegt im Ortsteil Hundheim der Gemeinde Bell im Rhein-Hunsrück-Kreis in Rheinland-Pfalz. Der Platzhalter und Betreiber ist die Solid Air UL-Bau Franz GmbH.

## Lage
Das Ultraleichtfluggelände liegt etwa 700 m östlich von Hundheim.

## Flugbetrieb
Das Ultraleichtfluggelände besitzt eine Betriebsgenehmigung für Ultraleichtflugzeuge (dreiachs- und schwerkraftgesteuert), Gleitsegel, Hängegleiter, Motorschirme und fußstartfähige Ultraleichtflugzeuge. Hängegleiter starten per Ultraleichtflugzeugschlepp. Das Ultraleichtfluggelände ist mit einer 400 m langen und 31 m breiten Start- und Landebahn aus Gras (Richtung 04/22) ausgestattet. Starts sind vorrangig in Richtung 04 und Landungen in Richtung 22 durchzuführen, soweit witterungsbedingte oder flugbetriebliche Gründe dem nicht entgegenstehen. Das Ultraleichtfluggelände ist auf den Flugbetrieb mit Luftsportgeräten des Platzhalters beschränkt. Mit seiner Zustimmung dürfen auch andere Luftsportgeräte eingesetzt werden (PPR).

## Geschichte
Das Ultraleichtfluggelände Bell-Hundheim wurde am 25. August 1998 genehmigt. Die Solid Air UL-Bau Franz GmbH wurde 1983 gegründet. Sie stellt seit 1984 Trikes her und betreibt seit 1993 eine Flugschule am Ultraleichtfluggelände.